# Stephens (Arkansas)
Stephens è una città degli Stati Uniti d'America situata nello Stato dell'Arkansas, nella Contea di Ouachita.